# Hugh Trenchard
 (février 2022).
Hugh Montague Trenchard, 1er vicomte Trenchard (3 février 1873 - 10 février 1956) est un officier britannique qui a joué un rôle déterminant dans la création de la Royal Air Force. Il est décrit comme le « père de la Royal Air Force ».

## Carrière
Au cours de ses années de formation, Trenchard connait des difficultés académiques, échouant à de nombreux examens et réussissant tout juste à satisfaire à la norme minimale pour le service commandé dans l'armée britannique. En tant que jeune officier d'infanterie, Trenchard sert en Inde et avec le déclenchement de la guerre des Boers, il se porte volontaire pour le service en Afrique du Sud. En combattant les Boers, Trenchard est grièvement blessé et à la suite de sa blessure, il perd un poumon, est partiellement paralysé et retourne en Grande-Bretagne. Sur avis médical, Trenchard rejoint la Suisse pour récupérer et l'ennui l'amène à la pratique du bobsleigh,. Après un grave accident, Trenchard constate la disparition de sa paralysie, pouvant dorénavant marcher sans aide. Après une nouvelle récupération, il reprend le service actif en Afrique du Sud en 1901.
Après la fin de la guerre des Boers, Trenchard sert au Nigeria où il est impliqué dans les efforts visant à placer l'intérieur sous la domination britannique et à réprimer la violence inter-tribale. Pendant son séjour en Afrique de l'Ouest, Trenchard commande le Southern Nigeria Regiment (en) pendant plusieurs années.
À l'été 1912, Trenchard apprend à voler et obtient son certificat d'aviateur (n° 270) le 31 juillet aux commandes d'un biplan Farman de la Sopwith School of Flying à Brooklands. Il est ensuite nommé commandant en second de la Central Flying School. Il occupe plusieurs postes de direction dans le Royal Flying Corps pendant la Première Guerre mondiale, en tant que commandant du Royal Flying Corps en France de 1915 à 1917. En 1918, il sert brièvement comme premier chef d'état-major de l'air avant de prendre le commandement de la Force aérienne indépendante en France. De retour en tant que chef d'état-major de l'Air sous Winston Churchill en 1919, Trenchard passa la décennie suivante à assurer l'avenir de la Royal Air Force. Il fut commissaire de la Metropolitan Police Service dans les années 1930 et fervent défenseur de la RAF dans ses dernières années. Trenchard est reconnu aujourd'hui comme l'un des premiers partisans du bombardement stratégique.